# Municipio de Mount Pleasant (condado de Bates)
El municipio de Mount Pleasant (en inglés: Mount Pleasant Township) es un municipio ubicado en el condado de Bates en el estado estadounidense de Misuri. En el año 2010 tenía una población de 5079 habitantes y una densidad poblacional de 54,6 personas por km².

## Geografía
El municipio de Mount Pleasant se encuentra ubicado en las coordenadas 38°16′5″N 94°20′52″O / 38.26806, -94.34778. Según la Oficina del Censo de los Estados Unidos, el municipio tiene una superficie total de 93.02 km², de la cual 92.25 km² corresponden a tierra firme y (0.82%) 0.77 km² es agua.

## Demografía
Según el censo de 2010, había 5079 personas residiendo en el municipio de Mount Pleasant. La densidad de población era de 54,6 hab./km². De los 5079 habitantes, el municipio de Mount Pleasant estaba compuesto por el 95.12% blancos, el 2.24% eran afroamericanos, el 0.51% eran amerindios, el 0.24% eran asiáticos, el 0.02% eran isleños del Pacífico, el 0.39% eran de otras razas y el 1.48% pertenecían a dos o más razas. Del total de la población el 2.01% eran hispanos o latinos de cualquier raza.